# Zerres Gentúnio
Zerres Gentúnio (em armênio/arménio: Ձեռես Գնթունի; romaniz.: Zeṙes Gnt'uni) foi um suposto nacarar da família Gentúnio do século III a.C.. 

## Nome
Zerres (Ձեռես, Zeṙes) tem origem armênia, mas sua natureza é debatida. Alguns pensam que possa ser um antropônimo masculino, enquanto outros assumem que seja apenas um substantivo comum de significado "luva".

## Vida
Assumindo que se trata de um nome próprio, de acordo com a tradição preservada por Moisés de Corene, foi um nobre armênio dos tempos do mítico Valarsaces I (século III a.C.), que foi nomeado pelo rei como guarda-roupa real, um ofício mantido por seus descendentes, os Gentúnios.